# Israel Castro
Israel Castro Macías (* 20. Dezember 1980 in Mexiko-Stadt) ist ein mexikanischer Fußballspieler, der in der Abwehr und im (defensiven) Mittelfeld gleichermaßen einsetzbar ist. Castro stammt aus dem Nachwuchsbereich des Club Universidad Nacional und war bisher ausschließlich bei diesem Verein unter Vertrag. Die Fans der Pumas gaben ihm den Spitznamen Asesino de galácticos (deutsch: Killer der Galaktischen), nachdem er das entscheidende Tor zum 1:0-Sieg gegen Real Madrid beim Spiel um den Trofeo Santiago Bernabéu des Jahres 2004 erzielt hatte. Seit Februar 2007 ist er mexikanischer Nationalspieler.

## Biografie

### Verein
Der aus dem Nachwuchs der UNAM Pumas hervorgegangene Castro erhielt Anfang 2002 seinen ersten Profivertrag und gab am 22. Januar 2002 sein Debüt in der mexikanischen Primera División in einem Heimspiel gegen Chivas Guadalajara, das 2:2 endete.

### Nationalmannschaft
Am 28. Februar 2007 kam Castro in einem Testspiel gegen Venezuela (3:1) zum ersten Mal für die mexikanische Fußballnationalmannschaft zum Einsatz. Sein größter Erfolg mit der Nationalmannschaft war der Gewinn des CONCACAF Gold Cup 2009. Keine drei Wochen nach dem beeindruckenden Finalspiel, das die Mexikaner am 26. Juli 2009 im Giants Stadium mit 5:0 gegen die USA gewannen, standen sich beide Mannschaften am 12. August 2009 im Rahmen der Qualifikation zur WM 2010 erneut gegenüber. Diesmal gewannen die Mexikaner im Aztekenstadion zwar „nur“ mit 2:1, doch gelang Castro in diesem Spiel sein erster und bisher einziger Länderspieltreffer. Er hatte nach dem 0:1-Rückstand das immens wichtige Ausgleichstor erzielt.

## Erfolge

### Verein
- Mexikanischer Meister: Clausura 2004, Apertura 2004, Clausura 2009
- Campeón de Campeones: 2004
- Trofeo Santiago Bernabéu: 2004

### Nationalmannschaft
- CONCACAF-Gold-Cup-Sieger: 2009